# 2000 في نيجيريا
فيما يلي قوائم الأحداث التي وقعت خلال عام 2000 في نيجيريا.

## رياضة
- 13 فبراير – نهائي كأس الأمم الأفريقية 2000 الفائز منتخب الكاميرون لكرة القدم.

## مواليد

### يناير
- 1 يناير – أدينكا غليديس فالوسي طبيبة أمراض الدم نيجيرية.

## وفيات

### مارس
- 16 مارس – إبراهيم محمود ألفا (مواليد 1946) سياسي نيجيري.